# Plazac
Plazac ist eine französische Gemeinde mit 710 Einwohnern (Stand 1. Januar 2022) im Département Dordogne und in der Region Nouvelle-Aquitaine.

## Geschichte
Plazac wurde im Mittelalter als Marktplatz gegründet, der um eine Burg und eine romanische Kirche aus dem 12. Jahrhundert herum errichtet wurde. Papst Urban III. nahm 1187 diese Kirche unter seinen Schutz, indem er das Gebiet dem Bischof von Périgueux gab. Es waren die Bischöfe von Périgueux, die die Burg bauten, um die Kirche und die Bevölkerung zu schützen. Hélie Servient, der Bischof von Périgueux, starb am 12. März 1387.

### Hundertjähriger Krieg
Während des Hundertjährigen Krieges im November 1397 unter der Herrschaft von Charles VI. belagerte der mit den englischen Truppen kooperierende Graf von Périgord, der Besitzer des Schlosses Montignac, mit seinen Truppen Pierre de Durfort, den Bischof von Périgueux, in der Burg von Plazac. Er konnte die Burg nicht erobern, aber seine Soldaten drangen in den Hof ein, stahlen und verletzten viele Männer. Ein Teil der Kirche und des Schlosses wurde beschädigt. In der Mitte des 15. Jahrhunderts wurde die Kirche rekonstruiert und vergrößert. 1455 versammelten sich die Abgeordneten des Staates unter Périgord in dieser Kirche.
| Bevölkerungsentwicklung | Bevölkerungsentwicklung |
| Jahr                    | Einwohner               |
| ----------------------- | ----------------------- |
| 1962                    | 326                     |
| 1968                    | 424                     |
| 1975                    | 427                     |
| 1982                    | 502                     |
| 1990                    | 543                     |
| 1999                    | 577                     |
| 2006                    | 686                     |
| 2016                    | 699                     |